# 林傑河
林傑河是俄羅斯的河流，屬於勒拿河的左支流，由薩哈共和國負責管轄，河道全長804公里，流域面積約20,000平方公里，河水主要來自融雪和雨水，流經中西伯利亞高原。